# نايل ماكدونل
نايل ماكدونل (12 أكتوبر 1979 في المملكة المتحدة - ) (بالإنجليزية: Niall McDonnell)‏ هو لاعب كريكت بريطاني.

## وصلات خارجية
- نايل ماكدونل على موقع إي آس بي آن كريك إنفو (الإنجليزية)